# Albero Bajo
Albero Bajo (aragónul Albero Baixo) település Spanyolországban, Huesca tartományban. Albero Bajo Albero Alto, Huesca, Monflorite-Lascasas, Piracés, Grañén, Barbués és Sangarrén községekkel határos. Lakosainak száma 111 fő (2024).

## Népesség
A település lakosságának változását az alábbi diagram mutatja:
| Lakosok száma | 109  | 93   | 111  | 103  | 109  | 122  | 137  | 135  | 137  | 111  |
|               | 2001 | 2004 | 2006 | 2009 | 2011 | 2014 | 2016 | 2019 | 2021 | 2024 |